# Культурний центр «Кияночка»

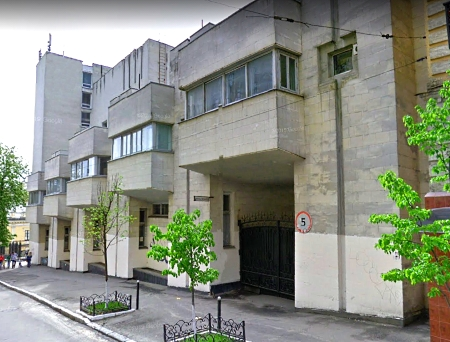
вулиця Софіївська 11-15, де розміщений "Культурний Центр «Кияночка»

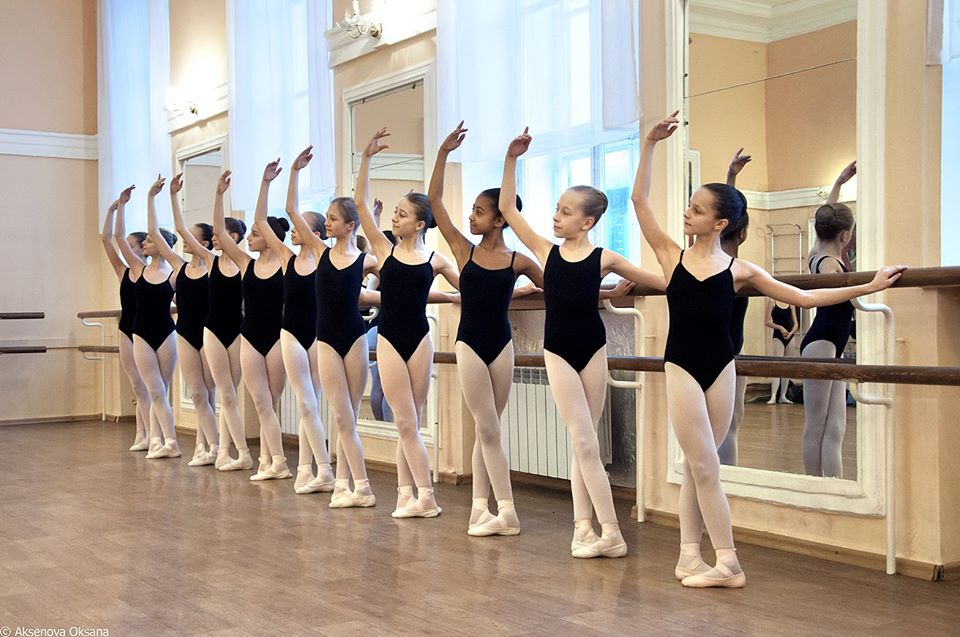
Культурний Центр Кияночка

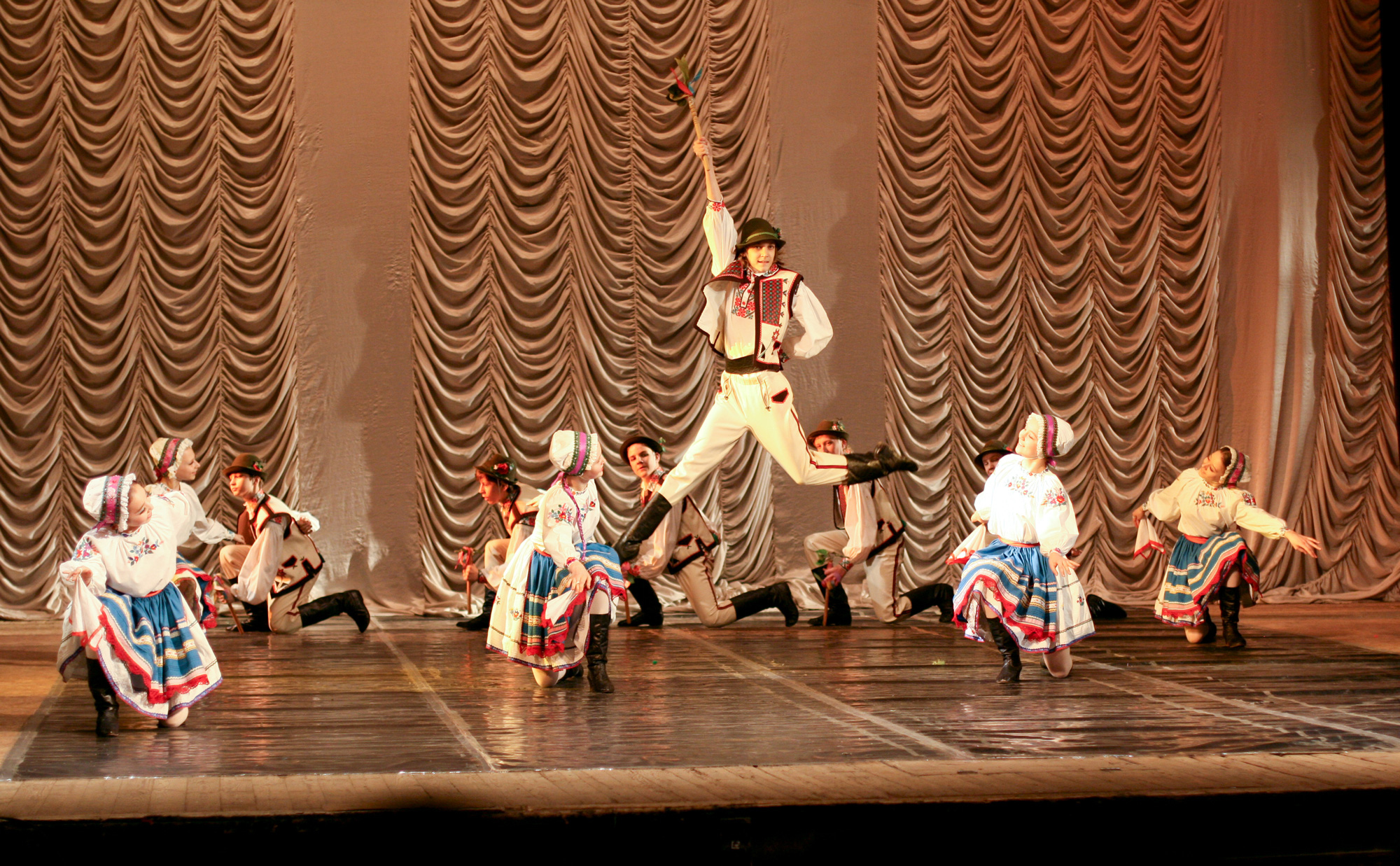
Культурний Центр Кияночка

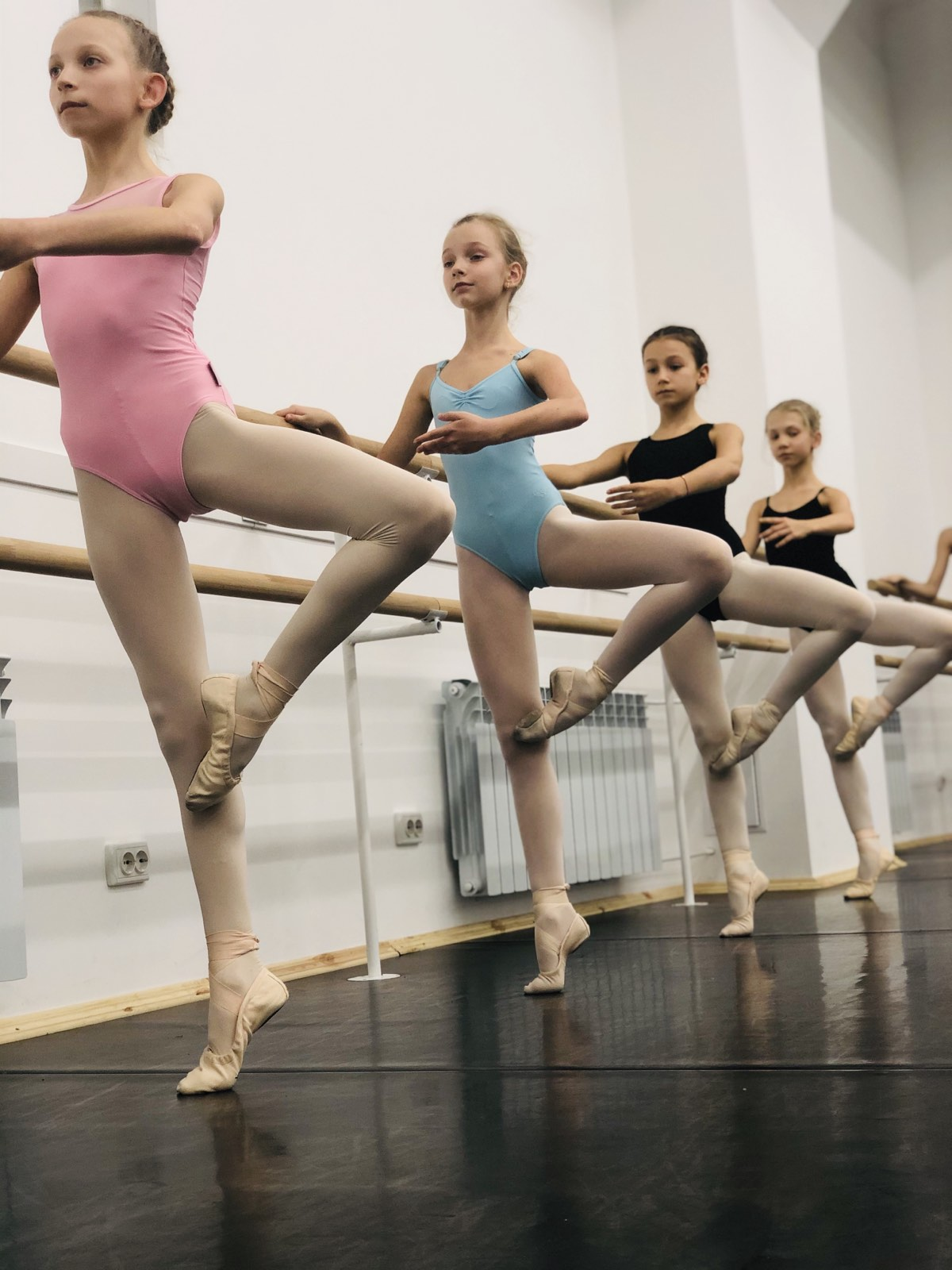
Культурний Центр Кияночка

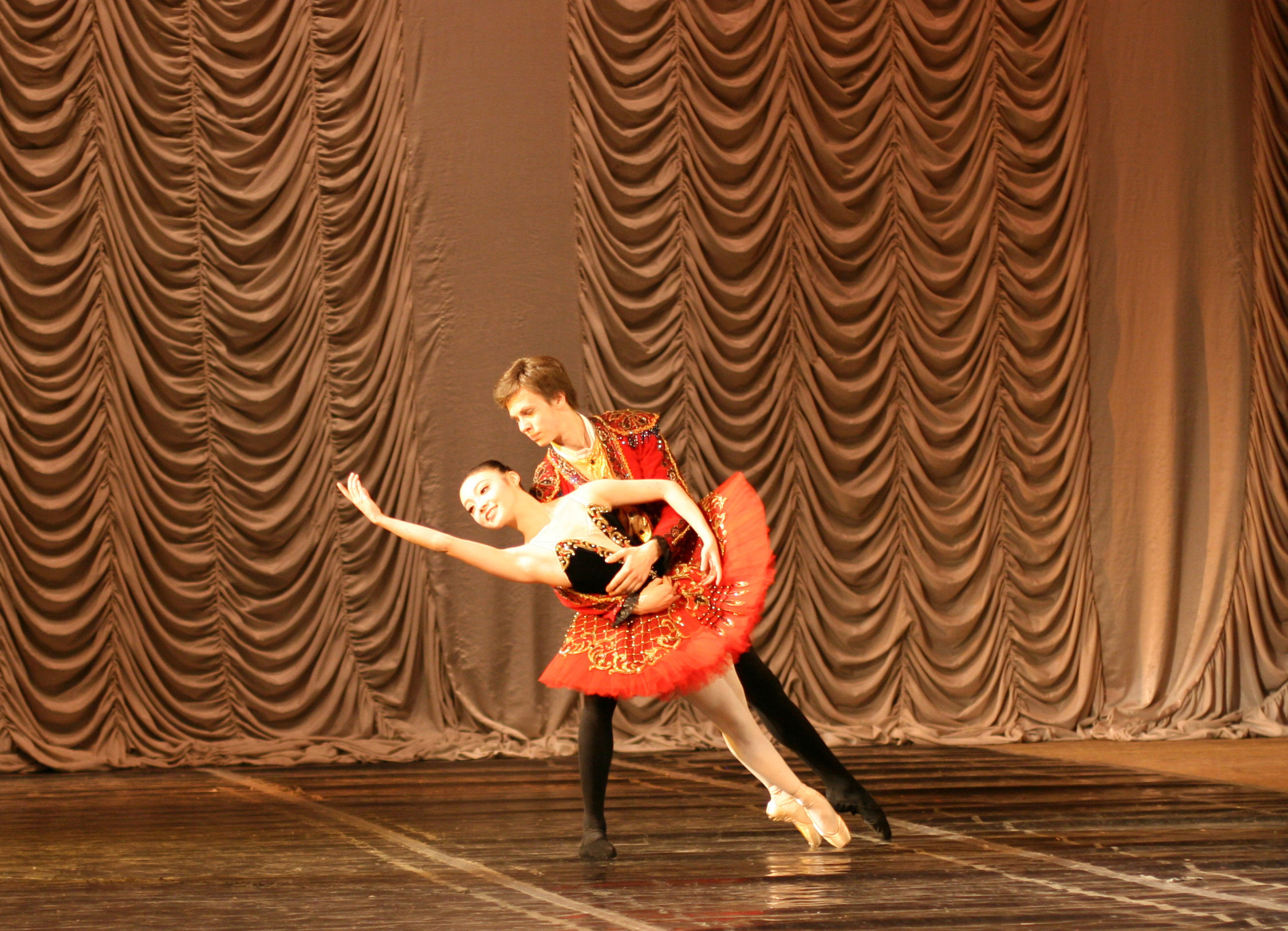
Культурний Центр Кияночка

Культурний Центр «Кияночка» був заснований в 1985 році заслуженими працівниками культури України Галиною та Дмитром Кайгородовими.
Культурний Центр Кияночка — це багатоступенева система хореографічної освіти, у структуру якої входять: школа-дитячий садок, Школа мистецтв, Хореографічна Гімназія «Кияночка», Київський хореографічний коледж, позашкільне відділення, а також театр «Молодий балет Києва».

## Структура

### Школа-дитячий садок «Кияночка»
Школа-дитячий садок «Кияночка» заснована в 1998 році в Солом'янському районі м. Києва. Навчально-виховна діяльність закладу здійснюється сім днів на тиждень і направлена на поглиблене вивчення дисциплін художньо-естетичного циклу. Дошкільний навчальний заклад та школа є рівноправними ланками єдиного та цілісного освітнього циклу. Вони спільно планують роботу на навчальний рік та перспективу, мають єдиний план навчально-виховної роботи, загальний план роботи з батьками, спільні виховні та освітні проекти.
Особливістю колективу є наполеглива праця над розвитком творчих здібностей учнів, виявлення обдарованих дітей і надання їм змогу створити себе як особистість.

### Хореографічна гімназія «Кияночка»
Хореографічна гімназія «Кияночка» надає середню та хореографічну освіту.
Форма навчання — денна. Заняття хореографією відбуваються за адресою м. Київ, вул.Софіївська 11-15.
Іногородні учні за бажанням розміщуються в гуртожитку готельного типу. 

### Київський Хореографічний Коледж
Київський Хореографічний Коледж — це вищий навчальний заклад першого рівня акредитації. Здійснює підготовку молодших спеціалістів зі спеціальності «Хореографія» за спеціалізаціями «Класична хореографія» і «Сучасна хореографія».
Київський Хореографічний Коледж дає професійну освіту в області мистецтва хореографії. Предмети по кваліфікації «артист балету» включають класичний, характерний, історико-побутовий, дуетно-класичний і сучасний танець, акторську майстерність, хореографічну спадщину.
Випускники коледжу отримують диплом молодшого спеціаліста державного зразка за кваліфікаціями: — Артист балету (Артист ансамблю сучасного танцю); — Викладач хореографії початкових мистецьких навчальних закладів; — Керівник аматорського хореографічного колективу.
Окрім громадян України, до коледжу приймаються також іноземці, які закінчили підготовче відділення (факультет) вищого навчального закладу в Україні.
Творча практика студентів проходить на базі театру «Молодий балет Києва». Беручи участь у концертах, та балетних виставах на сценах театрів України і за кордоном в основному складі театру «Молодий балет Києва» молоді артисти та студенти Київського хореографічного коледжу отримують балетний, хореографічний, трудовий стаж. Найкращі студенти-випускники Київського хореографічного коледжу мають можливість стажуватися в театрах за кордоном. Колектив має широкий репертуар, до складу якого входять шедеври народної хореографії, сучасні балетні постанови та балети класичного спадку: «Лебедине озеро», «Лускунчик», «Дон-Кіхот», «Пахіта», «Кармен-сюіта».

## Вихованці
Випускники київського хореографічного коледжу стали провідними солістами національних та зарубіжних театрів.
Випускники успішно працевлаштовані в провідних театрах:
- Націона́льна о́пера Украї́ни і́мені Тара́са Шевче́нка (Україна);
- Київський муніципальний академічний театр опери і балету для дітей та юнацтв (Україна);
- Пермський академічний театр опери та балету імені П. І. Чайковського (Росія);
- Національний театр міста Зальцбург (Австрія);
- Віденська Національна опера (Австрія);
- «Bejart Ballet Lausanne» (Швейцарія);
- «Caracalla Dance Theatre» (Ліван).

З тріумфом гастролюють у багатьох країнах світу (Франція, Греція, Італія, Іспанія, Німеччина, Австрія, Ліван, Польща), отримують визнання на найпрестижніших конкурсах та фестивалях класичного танцю.
У школі виховано більше 30-ти Лауреатів Міжнародних конкурсів класичного танцю.
Їх імена відомі як в Україні, так і далеко за її межами. Серед яких:
- Віктор Іщук,
- Микита Сухоруков [Архівовано 18 травня 2015 у Wayback Machine.],
- Владислав Ромащенко,
- Наталя Домрачева,
- Ольга Кіф'як,
- Христина Шишпор,
- Ірина Романовська,
- Ганна Янчук,
- Катерина Шалкіна,
- Оксана Стеценко,
- Ліна Володіна.

## Засновники
Галина Кайгородова та Дмитро Кайгородов — Заслужені працівники культури України (1998 р.). За вагомий внесок у виховання молодого покоління Галина та Дмитро Кайгородови були нагороджені медалями А. С. Макаренка (1991 р.)
За видатні досягнення перед суспільством та вагомий особистий внесок у створення гідного міжнародного іміджу України Галина та дмитро Кайгородови нагороджені Орденською Відзнакою «Суспільне визнання» (2004 р.).
За багаторічну і плідну роботу в справі виховання учнівської та студентської молоді, вагомий внесок у розвиток хореографічного мистецтва та значні успіхи у формуванні духовності, моральної, художньо-естетичної культуру молодих громадян України — нагороджені Почесною Грамотою Міністерства освіти України (2001 р.).
З 2005 року — «Відмінники освіти України».